# Parafia Najświętszego Serca Pana Jezusa w Wallington
Parafia Najświętszego Serca Pana Jezusa w Wallington (ang. Most Sacred Heart of Jesus Parish) – parafia rzymskokatolicka położona w Wallington w stanie New Jersey w Stanach Zjednoczonych.
Jest ona wieloetniczną parafią w archidiecezji Newark, z mszą św. w j. polskim dla polskich imigrantów.
Ustanowiona w 17 października 1941 roku i dedykowana Najświętszemu Sercu Pana Jezusa.

## Historia
17 października 1941, arcybiskup Thomas J. Walsh ustanowił parafię Najświętszego Serca Pana Jezusa i mianował ks. Aleksandra W. Fronczaka proboszczem oraz organizatorem nowej parafii. W kwietniu 1947 roku rozpoczęto budowę kościoła. We wrześniu 1955 roku prace przy górnym kościele zostały zakończone, a kościół został poświęcony przez arcybiskupa Thomasa A. Bolanda.

## Nabożeństwa w j.polskim
- Msze niedzielne: sobota 18:30; niedziela: 7:00 i 12:15
- pon - sob: 7:00

## Szkoły
- Most Sacred Heart of Jesus School